# 法尔霍德别克·索比罗夫
法尔霍德别克·索比罗夫（Farkhodbek Sobirov，1997年9月10日—），乌兹别克斯坦男子举重运动员，2014年夏季青年奥林匹克运动会男子85公斤级银牌得主、2017年伊斯兰团结运动会男子94公斤级银牌得主、2017年亚洲室内与武道运动会男子94公斤级银牌得主。